# Tim Wakefield
Timothy Stephen „Tim“ Wakefield (* 2. August 1966 in Melbourne, Florida; † 1. Oktober 2023) war ein US-amerikanischer Baseballspieler der Pittsburgh Pirates und Boston Red Sox in der Major League Baseball. Wakefield spielte die Position des Pitchers und war einer der seltenen Knuckleball-Werfer.

## Karriere

### Pittsburgh Pirates
Wakefield wurde 1988 von den Pittsburgh Pirates ursprünglich als Erster Basemann gedraftet, erwies sich aber auf dieser Position als nicht gut genug für das Niveau im Major League Baseball. Eher als Notlösung schulte sich Wakefield zum Pitcher um, indem er sich auf den selten geworfenen Knuckleball spezialisierte. Nachdem er sich in den Minor Leagues mit diesem „Flatterball“ etablierte, gab Wakefield 1992 sein Debüt, erzielte auf Anhieb 8:1 Siege und trug zur starken Saison der Pirates bei, die erst im Finale der National League mit 3:4 Siegen gegen die Atlanta Braves unterlagen. Wakefield pitchte hierbei zweimal gegen Braves-Ace-Pitcher Tom Glavine und gewann beide Spiele. Im Nachfolgejahr 1993 konnte Wakefield seine Leistungen nicht bestätigen und verbrachte die ganze Saison 1994 in den Minor Leagues, ehe er zu den Boston Red Sox getradet wurde.

### Boston Red Sox

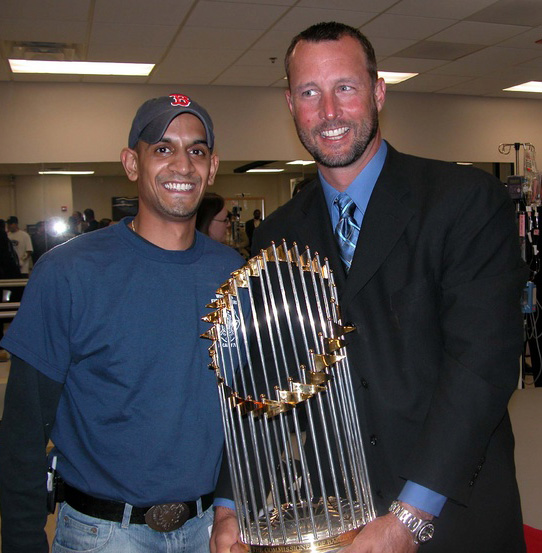
Wakefield (r.) hält den Siegespokal nach dem Gewinn der World Series 2004.

Wakefield knüpfte in Boston endlich an seine starke Rookie-Saison an, etablierte sich mit 16:8 Siegen als zweitbester Red-Sox-Pitcher nach Roger Clemens und war Dritter in der Wahl zum Cy Young Award des besten Werfers. In den nächsten drei Jahren gewann Wakefield 41 Spiele, bis er nach der Verpflichtung von Pedro Martínez ins zweite Glied zurück rutschte und nur noch als relief pitcher benutzt wurde. 1999 „schaffte“ er ein seltenes Uncaught Third Strike, als einer der unkontrolliert flatternden Knuckleballs nach einem dritten Strike aus dem Handschuh seines Catchers rutschte und daher ungültig wurde. 2003 kam er mit den Red Sox ins American-League-Finale gegen die Erzrivalen New York Yankees, als er in Game 7 eines seiner bittersten Spiele erlebte: nachdem die Red Sox im 8. Inning eine 5:2-Führung verspielt hatten, wurde Wakefield im 10. Inning beim Stand von 5:5 als relief pitcher eingewechselt und kassierte den spielentscheidenden Home Run von Aaron Boone. Im nächsten Jahr nahm er aber sportliche Rache, als er mit mehreren starken relief-pitch-Einsätzen gegen die Yankees beitrug, dass die Red Sox ihrerseits Game 7 gegen die Yankees gewannen und danach die World Series 2004 holte. Auch in den nächsten drei Jahren blieb der Routinier ein starker Pitcher, der 40 Siege einfuhr und mit den Red Sox auch die World Series 2007 gewann. Nachdem er 2009 im Alter von 42 Jahren 11:5 Siege erzielt hatte, wurde er zum ersten und einzigen Mal ins All-Star-Spiel gewählt. Wakefield pitchte noch bis ins Jahr 2011, ehe er im Alter von 44 Jahren mit exakt 200 gewonnenen Spielen aufhörte.

## Wurftechnik

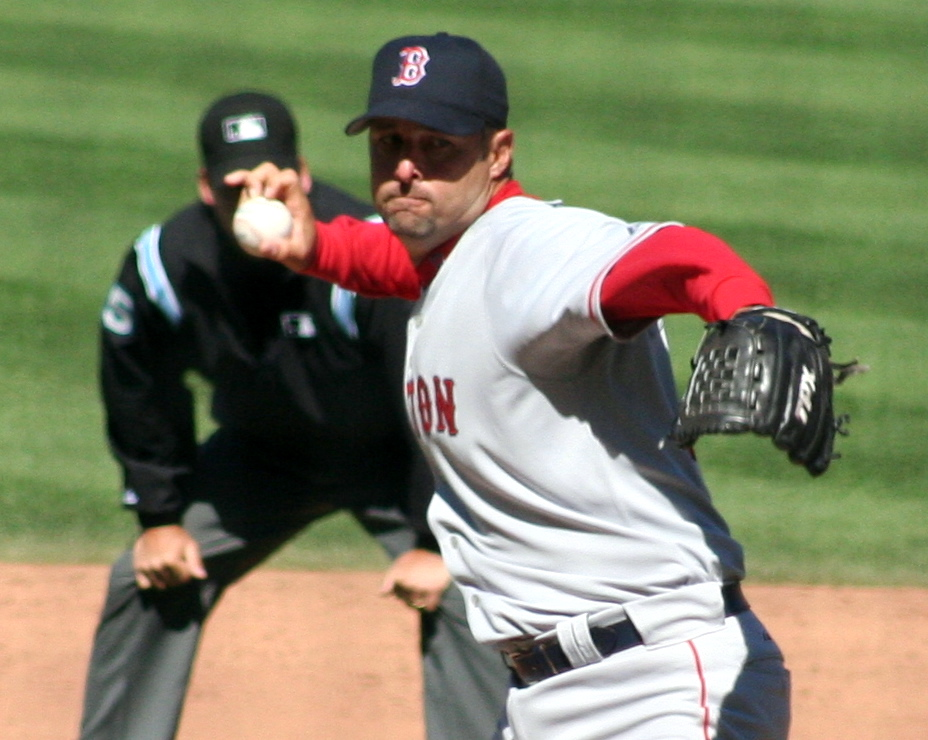
Wakefield wirft einen seiner typischen Knuckleballs.

Wakefield war einer der seltenen Knuckleballer im Major League Baseball. Die Geschwindigkeit seines Pitches betrug für Profiverhältnisse langsame 100 km/h, aber trudelte so unberechenbar, dass gegnerische Batter kaum eine Chance hatten, den Ball zu treffen. Wakefields Sekundärpitches waren ein etwa 20 km/h schnellerer Fastball, ein Curveball und ein Knuckleball-Changeup, der nochmal 10 km/h langsamer war als sein regulärer Knuckleball. Da er kaum schnelle Pitches benötigte, konnte er bis ins Alter von 44 Jahren im Major League Baseball spielen. Er ist einer von nur 122 Pitchern (Stand: Oktober 2023), die 200 und mehr Wins aufweisen. Wakefields unberechenbare Pitches brachten aber auch Schwierigkeiten: 186 Mal trafen seine Pitches gegnerische Schlagleute, so dass er in dieser Negativstatistik #7 in der ewigen Rangliste ist. Zudem war Red-Sox-Catcher Jason Varitek so entnervt, Wakefields trudelnde Knuckleballs zu fangen, dass Boston Reserve-Catcher Doug Mirabelli zu Wakefields persönlichem Fänger umfunktionierten.
Wakefield ist das Vorbild von Eri Yoshida, der ersten Pitcherin in einer japanischen Profiliga. Auch sie ist eine Knuckleballerin.

## Privatleben
Wakefield war mit seiner Frau Stacy verheiratet, mit der er zwei Kinder hat. In seiner Freizeit setzte er sich für benachteiligte Kinder ein.
Wakefield starb am 1. Oktober 2023 an einem Hirntumor.